# バリー・クーパー

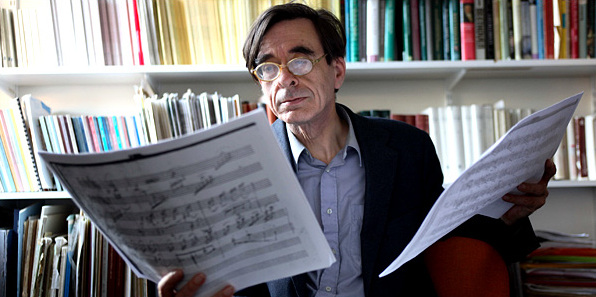
バリー・クーパー

バリー・クーパー（Barry Cooper, 1949年 - ）は、イギリスの作曲家・オルガニスト・音楽学者。ベートーヴェンの研究者としてとりわけ著名で、『ベートーヴェン・コンペンディアム』（Beethoven Compendium）の編集に努めた。
エセックス州ウェストクリフ＝オン＝シー出身。幼児期からピアノと作曲を学ぶ。その後はジョン・ウェブスターにオルガン演奏を学ぶかたわらオックスフォード大学に進み、1974年に哲学博士号を取得。オラトリオ《昇天》（The Ascension）などの作品がある。
ベートーヴェンに関する著作のほか、ベートーヴェンの神話めいた「遺作」《交響曲第10番》の実用譜を「完成」させたことによって有名。この実用版について批判も多いが、クーパーはベートーヴェンのスケッチ帳を丹念に研究して著作『ベートーヴェンの創作過程』（Beethoven and the Creative Process）を上梓していたため、交響曲の各楽章のスケッチを特定し、それらを1つに合わせて満足の行く全体へとまとめ上げることが出来たとの自信を持っていた。 
最初の実用版は1988年に、ヴァルター・ヴェラー指揮ロイヤル・リヴァプール・フィルハーモニー管弦楽団によって初演された。これはある意味で、「《交響曲第10番》をロイヤル・フィルハーモニー協会に提出する」としていたベートーヴェンの約束を果たすものだった。その後クーパーは実用版に磨きをかけ、他のスケッチ帳から素材を付け足して第2の実用版を完成させた。この第2版は、ウィン・モリス指揮ロンドン交響楽団によって初演された。
1974年から1990年まで、クーパーはアバディーン大学で教鞭を執り、17世紀のフランス・クラヴサン音楽や18世紀イングランドの音楽理論の研究に携わっている。1990年からマンチェスター大学の教壇に立ち、ベートーヴェンの後期作品や楽譜校訂についての講座を受け持っている。